# Xavier Tolsa Domènech

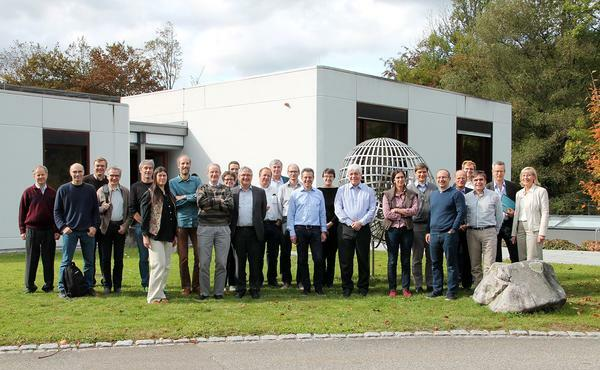
A la trobada de la comissió científica de la GMF, 2016 (el segon per l'esquerra)

Xavier Tolsa Domènech (Barcelona, 1966) és un matemàtic català que treballa en anàlisi harmònica, anàlisi complexa, teoria geomètrica de la mesura i teoria del potencial.
Des de 2003 és investigador ICREA a la UAB. És conegut per ser el primer matemàtic de la península Ibèrica en rebre el Premi Salem (2002), així com el Premi de la European Mathematical Society per joves investigadors l'any 2004 per la resolució d'un problema de més de 100 anys d'antiguitat. L'any 2013 va rebre el premi Ferran Sunyer i Balaguer per la seva monografia sobre capacitat analítica i teoria de Calderón-Zygmund. El 2019 va rebre el Premi Rei Jaume I a la Investigació pels seus avenços en anàlisi harmònica i teoria geomètrica de la mesura.
És especialment reconegut pel seus treballs sobre capacitat analítica i conjunts evitables per les funcions holomorfes fitades, el problema de David-Semmes i diverses qüestions sobre rectificabilitat i mesura harmònica. Va resoldre la conjectura de Anatoli Gueórguievitx Vituixkin sobre la semi-additivitat de la capacitat analítica, la qual va utilitzar per resoldre el problema de Paul Painlevé (veure p.78 de), que consistia en trobar una caracterització purament geomètrica dels conjunts evitables en el pla complex. Tolsa va solucionar el problema de Painlevé mitjançant una expressió de la transformada de Cauchy en termes de la curvatura de Menger descoberta per Mark Melnikov (qui va ser el tutor de tesi de Tolsa) el 1995. La primera aplicació d'aquesta relació va ser la demostració de Joan Verdera de la fitació L^2 de la integral de Cauchy sobre una corba lipschitziana i la segona la caracterització en el pla dels conjunts uniformement rectificables en dimensió 1 per la fitació L^2 de la integral de Cauchy respecte de la mesura de longitud. La demostració, basada en obtenir estimacions de la transformada de Cauchy via la curvatura de Menger i el teorema T(b), li va valdre el reconeixement de la comunitat matemàtica internacional.
Guy David i Stephen Semmes van demostrar el 1991 que l'acotació de tots els operadors singulars de convolució d'un nucli imparell respecte a una mesura donada en l'espai de les funcions de quadrat integrable respecte la mateixa mesura implica que la mesura és uniformement rectificable. Al mateix llibre conjecturaven que acotar només la transformada de Riesz podria ser suficient. Fedor Nazarov, Tolsa i Alexander Volberg van demostrar que la conjectura és certa en codimensió 1 (Mattila Melnikov i Verdera ho havien demostrat prèviament en el pla).
A partir del 2015 comença a investigar també problemes de mesura harmònica i rectificabilitat. En particular estudia el problema d'una fase de la mesura harmònica (trobar condicions necessàries i suficients perquè la mesura harmònica sigui absolutament contínua respecte a la mesura de superfície) i el problema de dues fases (trobar condicions perquè la mesura harmònica d'un domini i la de l'interior del seu complementari siguin mútuament absolutament contínues).

## Publicacions seleccionades
- «Singularitats de funcions analítiques, integrals singulars i conjunts fractals» Butlletí de la Societat Catalana de Matemàtiques, 17, núm. 2 (desembre 2002), pàgines 75-89[22]
- «The planar Cantor sets of zero analytic capacity and the local T(b) theorem» (anglès), (amb J. Mateu and J. Verdera), Journal American Mathematical Society. 16 (2003), pàgines 19-28.[23]
- «Painleve's problem and semiadditivity of analytic capacity.» (anglès) Acta Mathematica 190 (2003), pàgines 105-149.[13]
- «Bilipschitz maps, analytic capacity, and the Cauchy integral» (anglès), Annals of Mathematics. 162 (2005), pàgines 1241-1302.[7]